# Władysław Fierla
Władysław Fierla (ur. 15 grudnia 1909 w Orłowej, zm. 31 października 1995 w Londynie) – duchowny luterański, doktor teologii, działacz polonijny, duchowny zwierzchnik Polskiego Kościoła Ewangelicko-Augsburskiego na Obczyźnie (PKEANO) w latach 1953-1995.

## Życiorys

### Pochodzenie i edukacja
Władysław Fierla pochodził ze Śląska Cieszyńskiego. Był bratem: Gustawa, Adolfa, Alfreda, Brunona i Józefa. Ukończył Polskie Gimnazjum Realne im. Juliusza Słowackiego w Orłowej. Następnie studiował teologię ewangelicką w Warszawie, Pradze, Wiedniu i Bratysławie. W 1970 roku obronił doktorat na Uniwersytecie Polskim na Obczyźnie w Londynie. W 1980 roku otrzymał doktorat honoris causa Seminarium Concordia w Saint Louis.

### Duchowny na Zaolziu

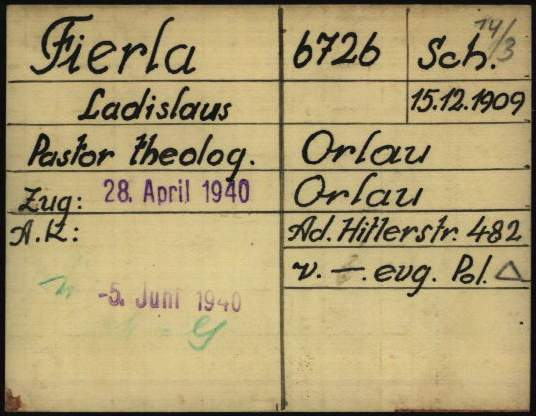
Karta rejestracyjna Władysława Fierli jako więźnia w nazistowskim obozie koncentracyjnym w Dachau

W 1934 roku Władysław Fierla został ordynowany na duchownego Kościoła Ewangelickiego Augsburskiego Wyznania na Śląsku Wschodnim w Czechosłowacji i skierowany do posługi w parafii ewangelickiej w Orłowej. W 1938 roku przeszedł razem ze swoim zborem pod jurysdykcję Kościoła Ewangelicko-Augsburskiego w Rzeczypospolitej Polskiej. Od początku II wojny światowej jako duchowny KEA w RP był prześladowany. W 1940 roku został aresztowany przez Gestapo. Trafił do obozu koncentracyjnego KL Dachau, a następnie do KL Mauthausen-Gusen.

### Kapelan w PSZ
Po oswobodzeniu w 1944 roku Władysław Fierla udał się do Włoch, gdzie został kapelanem wojskowym przy 2 Korpusie Polskich Sił Zbrojnych (PSZ). Pod koniec wojny pełnił funkcję Szefa Duszpasterstwa Ewangelickiego Polskich Sił Zbrojnych i Polskiego Korpusu Przysposobienia i Rozmieszczenia. Po demobilizacji osiadł w Wielkiej Brytanii, gdzie włączył się w działalność na rzecz Polonii.

### Biskup PKEANO
Władysław Fierla na emigracji był członkiem Rady Narodowej i Zjednoczenia Polskiego. Występował w audycjach polskich nadawanych m.in. przez BBC, Radio Luksemburg, Głos Ameryki i Radio Wolna Europa. Udzielał się społecznie. Organizował zbiórki darów dla rodaków w kraju.
Od 1948 roku był liderem emigracyjnego duchowieństwa luterańskiego. Pełnił funkcje pastora polskich zborów ewangelickich w Londynie i Paryżu, a także seniora duszpasterstwa. Uczestniczył w organizacji parafii ewangelickich zakładanych dla byłych żołnierzy PSZ i ich rodzin przebywających w: Wielkiej Brytanii, Francji, Niemczech, Stanach Zjednoczonych Ameryki, Kanadzie i Australii.
1 listopada 1953 roku został wybrany zwierzchnikiem Polskiego Kościoła Ewangelicko-Augsburskiego na Obczyźnie i pozostawał nim nieprzerwanie, aż do śmierci. Przewodził Kościołowi w sposób autorytarny. Narzucił mu narodowy charakter i konserwatywne stanowisko w kwestiach wyznaniowych. Przejawem tego była m.in. współpraca z Kościołem Luterańskim Synodu Missouri i wystąpienie PKEANO ze Światowej Federacji Luterańskiej.
W latach 1956–1975 Władysław Fierla utrzymywał przyjazne relacje z Kościołem Ewangelicko-Augsburskim w PRL, a zwłaszcza z biskupem Andrzejem Wantułą. Później uległy one ochłodzeniu.
W latach 1991–1995 biskup Władysław Fierla przeciwstawiał się próbom zjednoczenia Polskiego Kościoła Ewangelicko-Augsburskiego na Obczyźnie z Kościołem Ewangelicko-Augsburskim w Rzeczypospolitej Polskiej. Jako argument swojego postępowania podawał art. 10 Dekretu Prezydenta Rzeczypospolitej z 15 grudnia 1952 roku, który przewidywał taką możliwość tylko jeżeli rząd londyński powróci do władzy w kraju.
5 grudnia 1974 został odznaczony przez władze RP na uchodźstwie Krzyżem Komandorskim z Gwiazdą Orderu Odrodzenia Polski.